# Madeira (eiland)
Madeira (IPA: [mɐˈðejɾɐ]) (Portugees voor hout) is een eiland in de Atlantische Oceaan, ongeveer 700 kilometer ten westen van Afrika en 850 kilometer ten zuidwesten van de Portugese kust. Samen met Porto Santo en de zuidelijker gelegen Ilhas Desertas en de Ilhas Selvagens vormt het de archipel en autonome regio Madeira van Portugal. De Azoren hebben binnen Portugal dezelfde status. De grootste stad op Madeira en tevens de hoofdstad van de autonome regio is Funchal.

## Klimaat
Madeira kent een mild klimaat, de temperatuur ligt vrij stabiel tussen de 16 en 22 °C. Het eiland is door de natuur, de vele bossen en de bergen populair bij wandelaars en natuurgenieters. Omdat de kust voornamelijk uit steile rotswanden bestaat en zandstrand vrijwel niet aanwezig is, kent Madeira geen massatoerisme. De eilanden hebben een vulkanische oorsprong. De hoogste berg is de Pico Ruivo (1862 m).

## Rietsuiker
Madeira was tijdens het Portugese kolonialisme de grootste suikerproducent van Europa. De irrigatiekanalen die Madeira rijk is, waren nodig voor de bevloeiing van de suikerrietplantages, waarvan er heden nog enkele bestaan. Ook bestaan er nog steeds enkele rietsuikerfabriekjes, waarbij de stoommachines door elektrische zijn vervangen. Het geoogste suikerriet wordt door fabriek Engenhos do Norte nog door middel van een stoommachine traditioneel verwerkt tot suiker en een zeer sterke witte rum van 75%, ‘'aguardente de cana'’. Van het eindproduct voor verkoop bedraagt het alcoholpercentage, afhankelijk van de soort rum, tussen 61% en 38%. De rum wordt gebruikt om drankjes mee te maken, zoals het nationale poncha, dat bestaat uit aguardente de cana, honing, suiker, citroen- en sinaasappelsap of andere vruchtensappen.

## Keuken
De bekendste culinaire specialiteit van Madeira is de versterkte dessertwijn die ernaar genoemd is. Behalve door deze Madeira-wijn is het eiland bekend om de espada, de zwarte degenvis (Aphanopus carbo).

## Fauna en flora
De vele bloemen in het wild kenmerken het eiland zodanig dat Madeira ook wel het bloemeneiland wordt genoemd. Het eiland kent enkele endemische vogels waarvan de madeiravink, een ondersoort van de gewone vink, de bekendste is. Het Laurisilva van Madeira is een UNESCO werelderfgoed. Dit is het grootste nog bestaande laurierbos op aarde, gekenmerkt door de Laurisilva-plantengemeenschap.
Door de vulkanische oorsprong komt er op de eilanden geen enkel inheems zoogdier voor.
Madeira kenmerkt zich door zijn unieke netwerk van levada's; smalle irrigatiekanalen die over het hele eiland door de bergen zijn aangelegd. Vanwege de steile noordkust is de kolonisatie van het eiland begonnen aan de minder steile zuidkust, waar ook de hoofdstad Funchal ligt. Het water vanuit de bergen in het noorden werd via de levada's naar het relatief droge zuiden gebracht. Langs deze levada's is een voetpad aangelegd, om onderhoudswerkzaamheden te vergemakkelijken. Op sommige plaatsen zijn deze paadjes slechts 20 centimeter breed en lopen ze vlak langs een steile afgrond. Op andere plaatsen zijn ze bijna twee meter breed. Als men goed op de borden let en eventuele adviezen van de lokale bevolking opvolgt, zijn ze geschikt om erlangs te wandelen.

## Bestuurlijke indeling
Madeira is onderverdeeld in de volgende gemeenten:
- Calheta (Madeira)
- Câmara de Lobos
- Funchal
- Machico
- Ponta do Sol
- Porto Moniz
- Porto Santo
- Ribeira Brava
- Santa Cruz
- Santana
- São Vicente

## Bevolking
Toen Madeira in de 15e eeuw door de Portugezen werd ontdekt, was het niet door mensen bewoond. De eerste bewoners waren dus Portugezen, die vooral uit de noordelijke provincie Minho kwamen, maar door de geschiedenis heen zijn er invloeden van verschillende Europese en Afrikaanse gemeenschappen. In de loop der jaren heeft zich op Madeira en de nabijgelegen eilanden een eigen aparte culturele identiteit ontwikkeld.
Circa 2017 telde de bevolking van Madeira, inclusief het nabijgelegen eiland Porto Santo, ongeveer 280.000 inwoners. De grootste stad op het eiland is Funchal, waar het merendeel van de bevolking woont, met naar schatting 100.000 inwoners. Het binnenland van Madeira is grotendeels onbewoond. Het eiland heeft een hoge bevolkingsdichtheid van ongeveer 370 inwoners per vierkante kilometer.

## Geboren op Madeira
- Menasseh Ben Israel (1604-1657), rabbijn
- Luís Jardim (1950-2025), percussionist en muziekproducent
- Cristiano Ronaldo (Funchal, 1985), voetballer
- Elisa Silva (Ponta do Sol, 1999), zangeres
- Inês Silva (2004), voetbalster

## Afbeeldingen

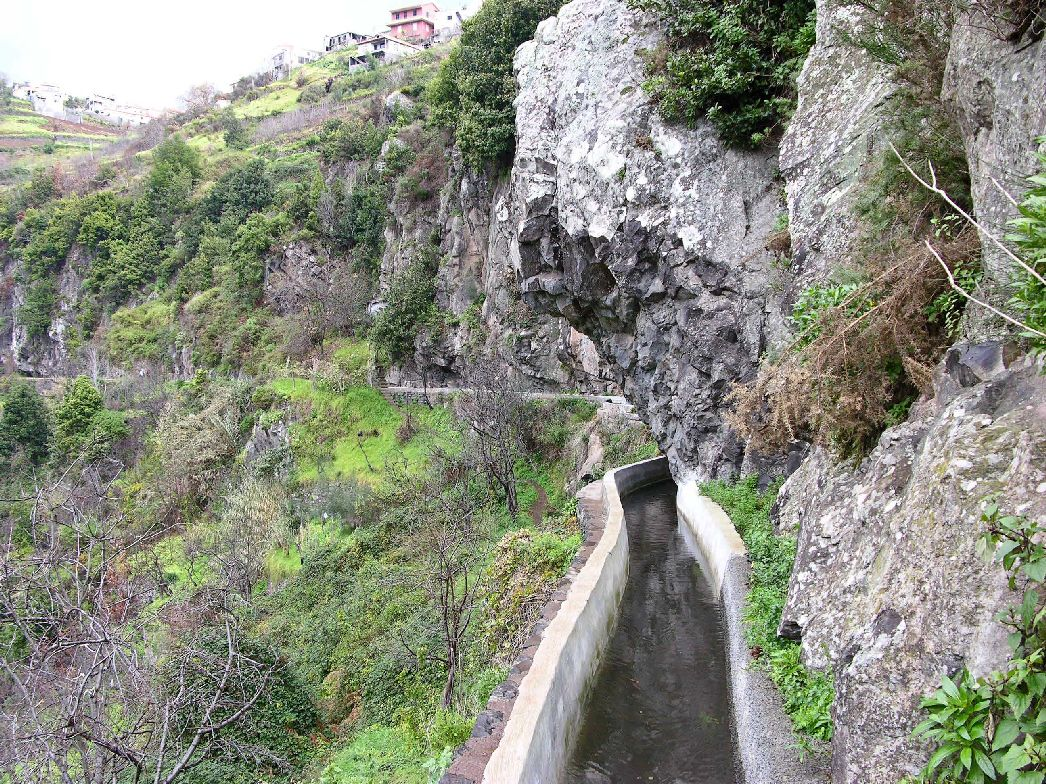
Levada op Madeira
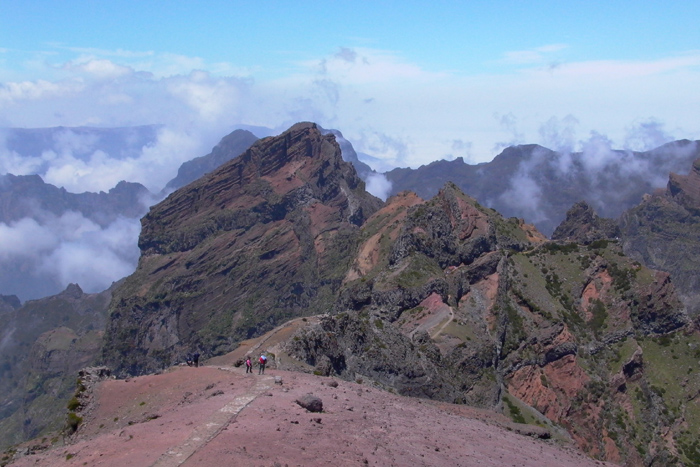
Route naar de Pico do Arieiro
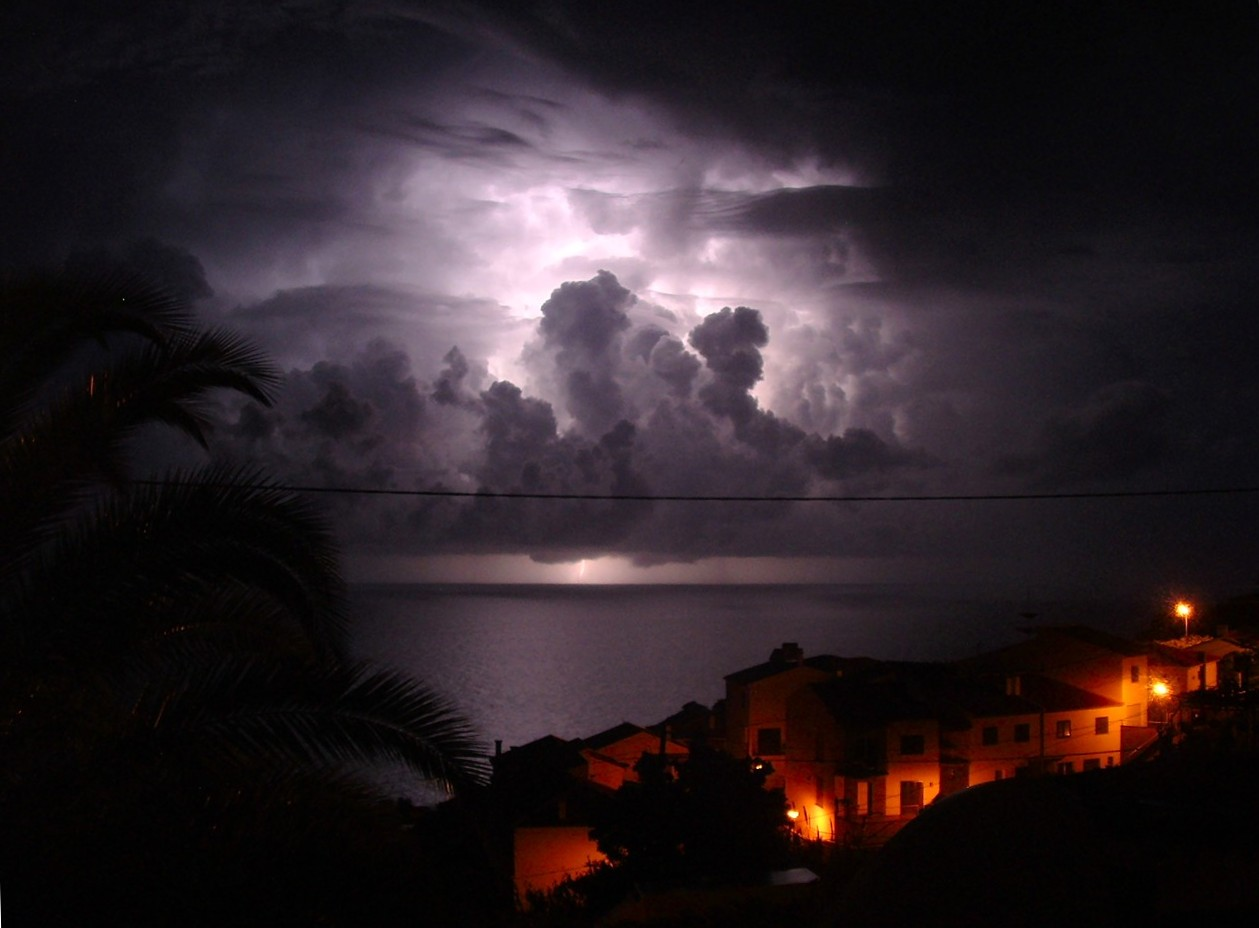
Onweer, Garajau
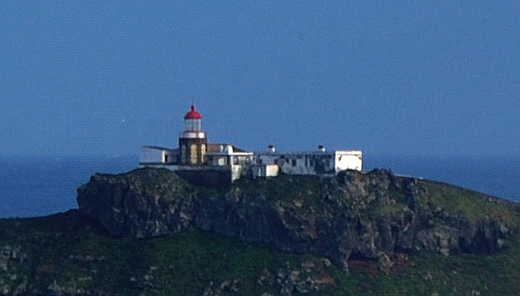
Farol da Ponta de São Lourenço op het eilandje Ilhéu do Farol
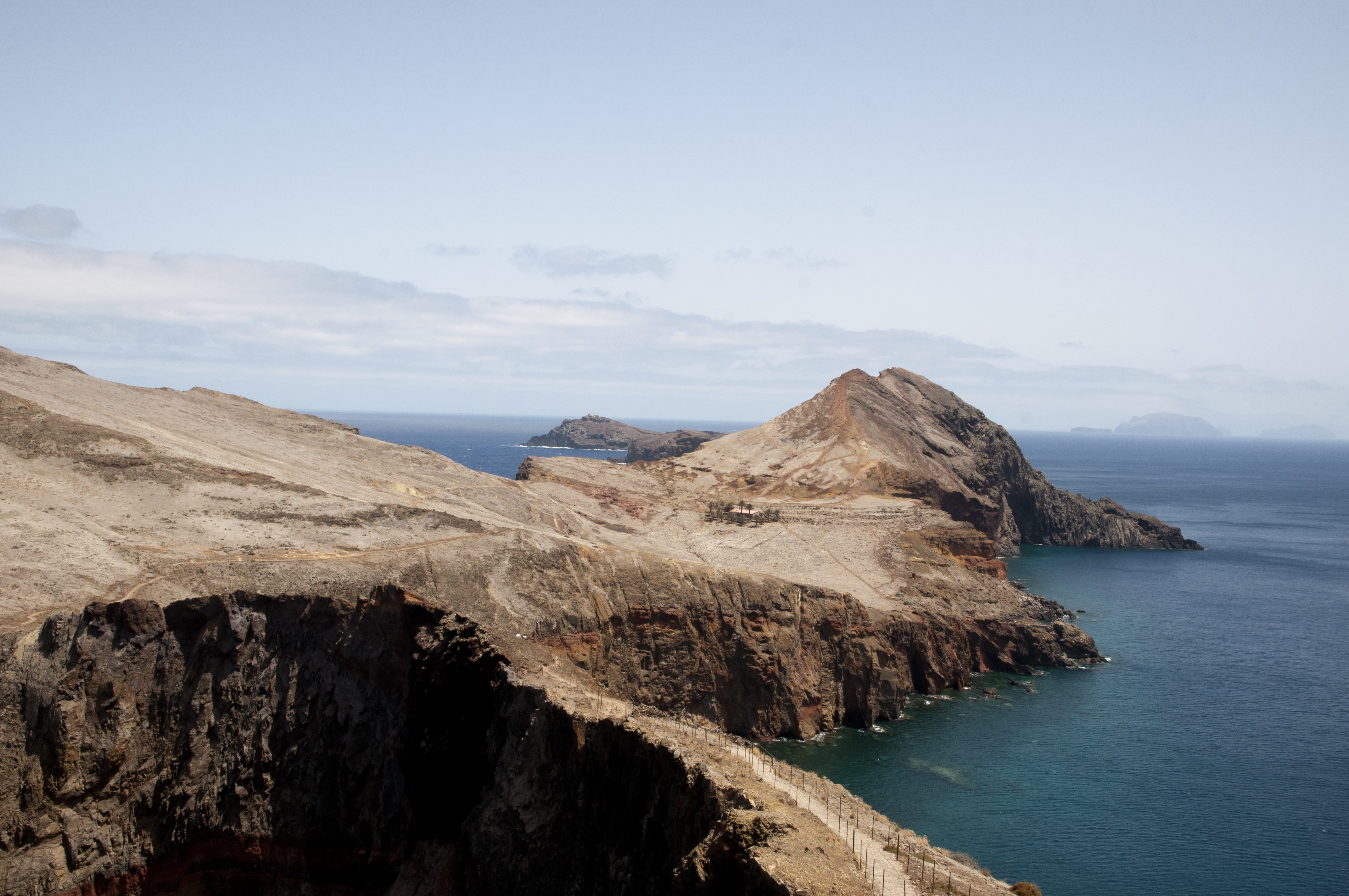
Het oostelijke schiereiland Ponta de São Lourenço

Wijnstreek Alto Douro · Stadscentrum van Angra do Heroismo op de Azoren · Klooster van Batalha · Convent van Christus in Tomar · Cultuurlandschap van Sintra · Historisch centrum van Évora · Historisch centrum van Guimarães · Landschap van de wijncultuur op het eiland Pico · Laurisilva van Madeira · Klooster van Alcobaça · Hiëronymietenklooster en toren van Belém in Lissabon · Historisch centrum van Porto · Prehistorische rotskunst in de Côavallei · de stad Elvas en haar verdedigingswerken · Universiteit van Coimbra - Alta en Sofia · Koninklijk gebouw van Mafra: paleis, basiliek, klooster, Cerco-tuin en jachtpark (Tapada) · Bom Jesus do Monte-heiligdom in Braga